# 3782 Celle
3782 Celle là một tiểu hành tinh vành đai chính. Nó được phát hiện bởi Poul Jensen from Đài thiên văn Brorfelde, Đan Mạch và được đặt theo tên thị trấn Đức Celle.